# Max Schmidt (Fußballspieler)
Max Schmidt (Lebensdaten unbekannt) war ein deutscher Fußballspieler.

## Karriere
Schmidt gehörte zunächst dem BTuFC Britannia 1892 an, für den er in den vom Verband Berliner Ballspielvereine organisierten Meisterschaften als Stürmer die Saison 1903/04 bestritt und diese als Meister abschloss. Damit nahm er an der Endrunde um die Deutsche Meisterschaft teil und bestritt mit dem am 8. Mai 1904 mit 3:1 gewonnenen Halbfinale über den SC Germania von 1887 sein einziges Endrundenspiel: dabei gelang ihm mit dem Treffer zum 1:0 in der neunten Minute sein einziges Tor. Das am 29. Mai 1904 in Kassel vorgesehene Finale gegen den VfB Leipzig fand jedoch nicht statt. Der Karlsruher FV hatte beim DFB Protest gegen die Wertung dieser Meisterschaft eingelegt. Der DFB hatte die ausschreibungsgemäße Ansetzung der Endrundenspiele an neutralem Orte nicht eingehalten; daraufhin wurde am Vormittag das Endspiel abgesagt und die Meisterschaftsendrunde annulliert.
Die Saison 1909/10 spielte er für den Lokalrivalen BFC Preussen, mit dem er auch die Berliner Meisterschaft gewann. In der Endrunde um die Deutsche Meisterschaft bestritt er lediglich das am 17. April 1910 im Hamburger Stadion Hoheluft mit 1:4 verlorene Viertelfinale gegen Holstein Kiel.

## Erfolge
- Teilnahme an der Endrunde um die Deutsche Meisterschaft 1904, 1910
- Berliner Meister 1904, 1910